# Deprecatio
Deprecatio (łac. deprecatio, deprekacja) – figura retoryczna stanowiąca pokorne błaganie o odwrócenie zła.